# Mimosthenias simulans
Mimosthenias simulans är en skalbaggsart som beskrevs av Stefan von Breuning 1938. Mimosthenias simulans ingår i släktet Mimosthenias och familjen långhorningar.
Artens utbredningsområde är Sierra Leone. Inga underarter finns listade i Catalogue of Life.